# 前程街道
前程街道，是中华人民共和国吉林省长春市朝阳区下辖的一个乡镇级行政单位。2020年7月，撤销双德乡，设立前程街道，区划代码为220104013。前程街道辖区范围东起日新村、繁荣村村界，西至公主岭市界，南至京哈铁路，北起日新村、新红旗大街西起点至佳宝路沿线，辖富锋、前程、方正、泡子沿4个村。